# Eduardo Capdehourat
Eduardo Capdehourat (1903-1976) fue un médico argentino, discípulo y colaborador de Mariano Castex. Se especializó en patología pulmonar y fue el iniciador de la nebulización o aerosolterapia. Fue presidente de la Asociación Médica Argentina (AMA) durante el período 1964-1976. Fue además médico legista y director de la Morgue Judicial en la que propugnó grandes adelantos.